# Rikkokushi
Rikkokushi (六国史) são um corpus que compilam as seis histórias nacionais do Japão e narram a mitologia e história do Japão desde os seus primeiros tempos até ao ano 887. As seis histórias Frédéric 1996</ref> foram compiladas na corte imperial durante os siglos VIII e IX, sob as ordens dos imperadores. As principais fontes foram os registos da corte guardados pelo Ministério dos Assuntos Centrais Imperiais e as biografias de meritórios oficiais escritas no Ministerio dos Assuntos Ceremoniais.
A coleção consiste nos seguintes textos:
- As Cronicas do Japão (日本書紀, Nihon Shoki, 720); 30 volumes que abrangem o período das origens da dinastia imperial até ao reinado da imperatriz Jitō, 697. Completado por Toneri Shinnō no ano 720.
- A Crónica do Japão: Continuação (続日本紀, Shoku Nihongi, 797); 40 volumes que abrangem os anos entre 697 e 791. Completado por Fujiwara no Tsugutada e Sugano no Mamichi em 797.
- As Crónicas Posteriores do Japão (日本後紀, Nihon Kōki, 840) : 40 volumes que abrangem o período de 792 a 833. Completado por Fujiwara no Fuyutsugu e Fujiwara no Otsugu em 840.
- As Crónicas Posteriores do Japão: Continuação (続日本後紀, Shoku Nihon Kōki, 869): 20 volumes que abrangem o período desde 833 até 850. Completado por Fujiwara no Yoshifusa, Fujiwara no Yoshimi, Tomo no Yoshio e Haruzumi no Yoshitada em 869.
- As Crónicas do verdadeiro reinado do Imperador Montoku (日本文徳天皇実録, Nihon Montoku Tennō Jitsuroku, 871); 10 volumes abrangendo o período entre 850 e 858. Completado por Fujiwara no Mototsune e Sugawara no Koreyoshi em 879.
- As  Verdadeiras crónicas das três reinos (日本三代実録, Nihon Sandai Jitsuroku, 901); 50 volumes abrangendo o período entre 858 e 887. Completado por Fujiwara no Tokihira e Ōkura no Yoshiyuki no ano 901.

As histórias nacionais foram interrompidas após Sandai Jitsuroku: foram seguidas de quatro livros (tendo início com Ōkagami).